# Mansur Rejepow
Mansur Rejepow  (ur. 3 stycznia 1982) – turkmeński sztangista, olimpijczyk.
W roku 2012 reprezentował swój kraj na igrzyskach w Londynie. Startował w konkursie podnoszenia ciężarów - nie ukończył konkurencji.